# Saarijärvi
För andra betydelser, se Saarijärvi (olika betydelser).
Saarijärvi är en stad (kommun) i landskapet Mellersta Finland i Finland. Staden gränsar mot kommunerna Uurainen och Multia i söder, Etseri och Soini i väster, Karstula och Kannonkoski i norr samt Äänekoski i öster . Saarijärvi har 9 117 invånare och har en yta på 1 422,72 km². Saarijärvi är enspråkigt finskt.
Kommunerna Pylkönmäki och Saarijärvi sammanslogs den 1 januari 2009. Inför sammanslagningen hade Saarijärvi 9 800 invånare och en yta på 1 030,48 km², varav landarealen var 885,42 km².

## Namn
Saarijärvi har inget officiellt svenskt namn, men namnet Saarijärvi översätts på svenska Holmsjö eller Ösjö.

## Politik

### Mandatfördelning i Saarijärvi stad, valen 1976–2021
| 4 | 8 |  | 16 |  | 5 |

| 3 | 9 |  | 15 | 2 | 5 |

| 2 | 9 | 2 | 15 | 2 | 5 |

| 2 | 9 |  |  | 17 | 5 |

| 2 | 9 | 2 |  | 14 | 2 | 5 |

|  | 8 | 2 |  | 17 |  | 5 |

|  | 9 |  |  | 16 |  | 6 |

|  | 9 |  | 17 |  | 6 |

| 25 | 10 |

|  | 9 | 2 |  | 17 |  | 4 |

| 23 | 12 |

|  | 9 |  | 4 | 16 |  | 3 |

| 23 | 12 |

|  | 9 |  |  | 15 |  | 3 |

| 18 | 13 |

|  | 6 |  | 6 | 12 | 2 | 3 |

| 20 | 11 |

## Befolkningsutveckling
| Befolkningsutvecklingen i Saarijärvi stad 1975–2020                                                          | Befolkningsutvecklingen i Saarijärvi stad 1975–2020 | Befolkningsutvecklingen i Saarijärvi stad 1975–2020 | Befolkningsutvecklingen i Saarijärvi stad 1975–2020 | Befolkningsutvecklingen i Saarijärvi stad 1975–2020 |
| --- | --------------------------------------------------- | --------------------------------------------------- | --------------------------------------------------- | --------------------------------------------------- |
| |                                                     |                                                     |                                                     |                                                     |
| År |                                                     |                                                     | Folkmängd                                           |                                                     |
| 1975 | 1975                                                |                                                     | 11 912                                              |                                                     |
| 1980 | 1980                                                |                                                     | 11 871                                              |                                                     |
| 1985 | 1985                                                |                                                     | 11 930                                              |                                                     |
| 1990 | 1990                                                |                                                     | 12 026                                              |                                                     |
| 1995 | 1995                                                |                                                     | 11 980                                              |                                                     |
| 2000 | 2000                                                |                                                     | 11 624                                              |                                                     |
| 2005 | 2005                                                |                                                     | 11 048                                              |                                                     |
| 2010 | 2010                                                |                                                     | 10 580                                              |                                                     |
| 2015 | 2015                                                |                                                     | 9 915                                               |                                                     |
| 2020 | 2020                                                |                                                     | 9 208                                               |                                                     |
| Anm: Uppgifterna avser förhållandena den 31 december nämnda år enligt områdesindelningen den 1 januari 2022. |                                                     |                                                     |                                                     |                                                     |

## Kultur
Namnet Saarijärvi är känt i Sverige från titeln Högt bland Saarijärvis moar på den första delen av Väinö Linnas romantrilogi Täällä Pohjantähden alla (Här under polstjärnan). Den svenska titeln har i sin tur hämtats från namnet på en dikt av Johan Ludvig Runeberg i avdelningen Idyll och epigram i debutsamlingen Dikter (1830).

### Kända personer från Saarijärvi
- Matthias Calonius, jurist och ämbetsman
- Toivo Hyytiäinen, OS-medaljör, spjutkastare
- Heikki Liimatainen, OS-medaljör, löpare
- Tarmo Manni, skådespelare
- Kirsti Paakkanen, ägare av Marimekko
- Eija Ristanen, OS-medaljör, skidlöperska
- Kain Tapper, skulptör